# Kumaranallūr
Kumaranallūr är en ort i Indien.   Den ligger i distriktet Kottayam och delstaten Kerala, i den södra delen av landet, 2 100 km söder om huvudstaden New Delhi. Kumaranallūr ligger 16 meter över havet och antalet invånare är 16 004.
Terrängen runt Kumaranallūr är platt. Runt Kumaranallūr är det mycket tätbefolkat, med 1 266 invånare per kvadratkilometer. Närmaste större samhälle är Kottayam, 7,2 km sydväst om Kumaranallūr. I omgivningarna runt Kumaranallūr växer huvudsakligen savannskog.